# Quartiere Coffee
Quartiere Coffee este o formație italiană de muzică reggae.

## Discografie

### Albume de studio
- In-A (2008)
- Vibratown (2010)
- Italian Reggae Familia (2013)
- Conscience (2017)